# Gustave Vanderstappen
Louis Gustave Vanderstappen (ur. 11 stycznia 1882 w Saint-Gilles – zm. 22 września 1955 tamże) – belgijski piłkarz grający na pozycji napastnika. Był reprezentantem Belgii.

## Kariera klubowa
Całą swoją karierę piłkarską Vanderstappen spędził w klubie Royale Union Saint-Gilloise, w którym zadebiutował w sezonie 1898/1899. W sezonach 1902/1903 i 1903/1904 został królem strzelców ligi. Wraz z Unoinem wywalczył sześć mistrzostw Belgii w sezonach 1903/1904, 1904/1905, 1905/1906, 1906/1907, 1908/1909 i 1909/1910 oraz wicemistrzostwo w sezonie 1907/1908.

## Kariera reprezentacyjna
W reprezentacji Belgii Vanderstappen zadebiutował 30 kwietnia 1905 roku w przegranym 1:4 meczu Coupe Van den Abeele z Holandią, rozegranym w Antwerpii. Od 1905 do 1908 roku rozegrał w kadrze narodowej 4 mecze.